# Anubis zakrslý

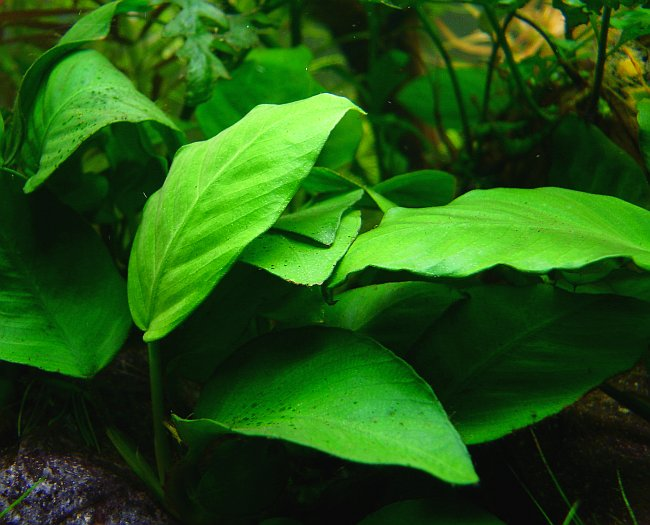
Anubis zakrslý

Anubis zakrslý (Anubias barteri) je vodní rostlina z čeledi Araceae. Původem je ze západní Afriky a popsal ji roku 1860 Heinrich Wilhelm Schott. Je to oblíbená a běžně sehnatelná akvarijní rostlina. Roste relativně pomalu, ale nebývají s ní při pěstování žádné problémy. Není náročná na vlastnosti vody ani intenzitu osvětlení. Je pro ni vhodná měkká až středně tvrdá voda. Existuje 5 variet této rostliny:
- Anubias barteri var. angustifolia
- Anubias barteri var. barteri
- Anubias barteri var. caladiifolia
- Anubias barteri var. glabra
- Anubias barteri var. nana